# Pušky a holubi
Pušky a holubi (1960, Puskák és galambok) je dobrodružný román pro mládež, který napsal maďarský spisovatel Sándor Tatay.

## Obsah románu
Román se odehrává na podzim roku 1919 v malém hornickém městečku v Maďarsku a jeho hlavními hrdiny je šestice nerozlučných kamarádů a spolužáků místního gymnázia, kteří po prázdninách nastupují do sekundy. Je to vypravěč příběhu Tomáš Simeon a dále Jirka Csuka, Bertík Opál, Zoli Mátis, Marci Spitzer a Ferkó Boda, jeden z nejlepších studentů.
Ferkó Boda je synem horníka Jánose Body, který musí uprchnout před zatčením pro své sympatie ke komunismu a pro svou snahu obnovit v dole osmihodinový pracovní den. Když horníci zastaví práci a jdou si stěžovat k řediteli, četníci, kteří chrání jeho kancelář, začnou do nich dokonce střílet. Ferkó je pak následně z gymnázia vyloučen. Jeho přátelé ho však neopustí a rozhodnou se, že se s ním budou učit, aby případně mohl udělat zkoušky do tercie.  
Chlapci se velmi obávají domovní prohlídky u Bodů, protože v jejich holubníku je ukryto několik pušek, které kdysi chlapci náhodně nalezli v příkopu a uložili je tam. Chtějí proto zbraně i s holubníkem odnést do opuštěné jeskyně, kterou nedávno našli. Na cestě jsou přistiženi četníkem, kterému namluví, že nesou vzácné holuby Bertíkovu strýci Denésovi, řediteli místního muzea. Tomu své tajemství svěří a ten jejich historku četníkovi potvrdí. Chlapci zbraně do jeskyně uklidí a při jejím průzkumu objeví podzemní jezírko a druhý východ. Strýc Denés  také chlapce upozorní na to, že pokud si chce János Boda zachránit život, musí uprchnout ze země. Chlapci se proto snaží vypátrat, jaký účel mají Ferkovy tajemné výpravy do lesů kolem městečka, a brzy zjistí, že Ferkó nosí zásoby svému otci, který se skrývá ještě se dvěma utečenci v chatrči uhlířů. Rozhodnou se proto, že utečencům pomohou. Pomůže jim strýc Denés, který utečencům umožní uprchnut ve stěhovacím voze, ve kterém z muzea odváží nějaké staré sochy.  

## Filmové adaptace
- Puskák és galambok (1961, Pušky a holubi), maďarský film, režie Márton Keleti.

## Česká vydání
- Pušky a holubi, SNDK, Praha 1965,  přeložil Arno Kraus (starší).